# Pilemia hladilorum
Pilemia hladilorum är en skalbaggsart som först beskrevs av Holzschuh 2006.  Pilemia hladilorum ingår i släktet Pilemia och familjen långhorningar. Inga underarter finns listade i Catalogue of Life.